# Профсоюзная путёвка
Профсоюзная путёвка — одна из форм здравоохранения и социальной защиты в СССР, позволявшая обеспечить отдых и лечение трудящихся, детей и пенсионеров при помощи общественных фондов потребления на универсальной основе и при очень незначительном финансовом участии самих отдыхающих. Распределение путёвок осуществлялось через профсоюзы, учитывавшие личный вклад каждого работника, состояние его здоровья и семейное положение при принятии решения. Система профсоюзных путёвок была свёрнута в 1994 году и возрождена в Российской Федерации в 2007 году.

## Стоимость путёвок
Порядок оплаты профсоюзных путёвок был установлен Президиумом ВЦСПС в 1948 году и затем подтверждался до 1988 года.
Финансирование профсоюзных организаций за счет средств социального страхования всесоюзного бюджета обеспечивало покрытие от 70 % до 100 % стоимости путёвки. Доля бесплатных для граждан путёвок в санатории и курортные учреждения, городские водогрязелечебницы, на амбулаторно-курортное лечение составляла 20 %, в дома отдыха и пансионаты без лечебной программы — 10 %. Прочие путёвки предлагались за 30 % их стоимости.
Лечение детей в специализированных санаториях для половины пациентов было полностью бесплатным, для остальных требовалось оплатить 20 % стоимости путёвки.

## Доступность здравниц и мест отдыха
В 1987 году в профсоюзных здравницах получили лечение и отдых более 14 миллионов граждан, а профсоюзными туристическими услугами воспользовались 41 миллион советских людей, что в общем составляет пятую часть населения СССР к тому времени. Программа, намеченная в постановлении президиума ВЦСПС 1988 года на период до 2005 года, предусматривала значительное расширение сети ведомственных здравниц, внедрение принципов хозрасчета в деятельности самих здравниц, а также строительных организаций, привлечение ресурсов министерств и отраслей в развитие санаторно-курортного дела и туризма, в том числе семейного и школьного. Для этого профсоюзам было дано право выдавать трудящимся санаторные путевки для совместного лечения мужа и жены, в том числе если один из них работает на другом предприятии, предоставлять людям возможность круглогодично отдыхать по путевкам вместе с детьми, обеспечить в здравницах условия для приема родителей с детьми. Количество мест в санаториях для родителей с детьми планировалось довести до 32 тысяч, удвоив их количество в сравнении с 1985 годом.
Этой же программой были намечены на период до 2000 года реконструкция и благоустройство 80 тыс. мест в профсоюзных здравницах и 122 тыс. мест в туристических центрах, ускоренное строительство новых объектов отдыха и туризма на 305 тыс. мест, на что планировалось выделить 6 миллиардов 958 миллионов рублей. Приоритетными регионами для развития санаторно-курортной и туристической сферы были определены побережья Черного, Каспийского, Азовского морей, а также было намечено развитие здравниц в регионах, в том числе Сибири и Дальнего Востока. Планировалось также расширение местных водо- и грязелечебниц, ведомственных профилакториев на местах. Специально оговаривалось развитие сети рекреационных объектов для детей и подростков, с тем чтобы охватить ею к 1991 году не менее 4,4 миллионов человек (в 4,6 раза больше, чем в 1985 году).
Для развития семейного автотуризма планировалось строить автокемпинги как на крупных автотрассах, так и в традиционных местах отдыха, привлекая к этому частников на семейном подряде. Была поставлена цель к 1995 году нарастить количество обслуживаемых автотуристов до 3,0 — 3,5 миллионов человек, увеличив их число в 6-7 раз в сравнении с 1985 годом.

## Законодательство
1948, 27 декабря. Постановление ЦК ВКП (б) «О развитии физической культуры и спорта» предусматривало развитие туризма как формы организованного отдыха трудящихся, молодежи и детей.
1960, 10 марта. Постановление Совета министров СССР № 335 «О передаче профсоюзам санаториев и домов отдыха».
1969, 30 мая. Постановление Президиума ВЦСПС № 411 «О мерах по дальнейшему развитию туризма и экскурсий в стране» обязало советы министров союзных республик, центральные комитеты профсоюзов, комсомольские организации превратить туризм и экскурсии в массовую отрасль услуг для населения. Создаётся Центральный совет по туризму и экскурсиям ВЦСПС.
1981, 23 февраля. Постановление Совета Министров СССР № 209 «Об утверждении положения о льготах для инвалидов Великой Отечественной войны и семей погибших военнослужащих». Объединило систему льгот для этих категорий людей, оговорённых ранее в различных документах Совета Министров СССР, оговорив 10-процентную квоту путёвок для инвалидов Великой Отечественной войны и бесплатное предоставление путёвок неработающим инвалидам. Раз в два года по желанию инвалидам войны предоставлялось право получить стоимость путевки деньгами, вместо поездки.
1988, 26 апреля. Постановление Президиума ВЦСПС № 5-1 «О дальнейшем развитии и улучшении организации санаторно-курортного обслуживания, туризма и отдыха трудящихся» предусматривало увеличивать в 1989—1991 годах количество выделяемых бесплатно санаторных путевок для неработающих участников войны и воинов-интернационалистов на 10 тысяч ежегодно, чтобы довести их количество до 120 тысяч в год, а если такие лица приезжали на курорты самостоятельно без путевок, то им компенсировалось 70 % стоимости отдыха за счет средств государственного социального страхования. Новинкой этого документа было широкое использование методов хозрасчета при строительстве и эксплуатации здравниц, а также привлечение частной инициативы в развитие услуг туризма и отдыха. Также было спланировано создать в крупных курортных регионах 28 централизованных диагностических центров, оснащенных современным оборудованием, обратив особое внимание на долечивание по профсоюзным путёвкам больных после инфаркта, операций на сердце и сосудах, а также по поводу язвы желудка, двенадцатиперстной кишки, резекции желчного пузыря.

## Современная практика
В 2007 году Федерация независимых профсоюзов России возродила практику предоставления профсоюзных путёвок, только теперь уполномоченная Федерацией компания «Профкурорт» предлагает клиентам заплатить не 20 %, а 80 % коммерческой цены путёвки, декларируя, что предоставляемую ею скидку можно получить не раз в год, а чаще, и не только для себя, но и для членов семьи. Программа фактически представляет собой не компенсацию расходов, а предоставление скидки лояльности по отношению к членам профсоюзов, к которой подключаются и частные здравницы. Основной базой программы тем не менее являются профсоюзные санатории Кавказских Минеральных Вод, Сочи, а теперь и Крыма, а также отдельные объекты в Поволжье, на Урале, в Сибири.